# Будинок Юзів
47°58′19″ пн. ш. 37°48′51″ сх. д. / 47.97206111° пн. ш. 37.81421111° сх. д.
Географічні координати будинку: 47°58′19.42″ пн. ш. 37°48′51.16″ сх. д. / 47.9720611° пн. ш. 37.8142111° сх. д.

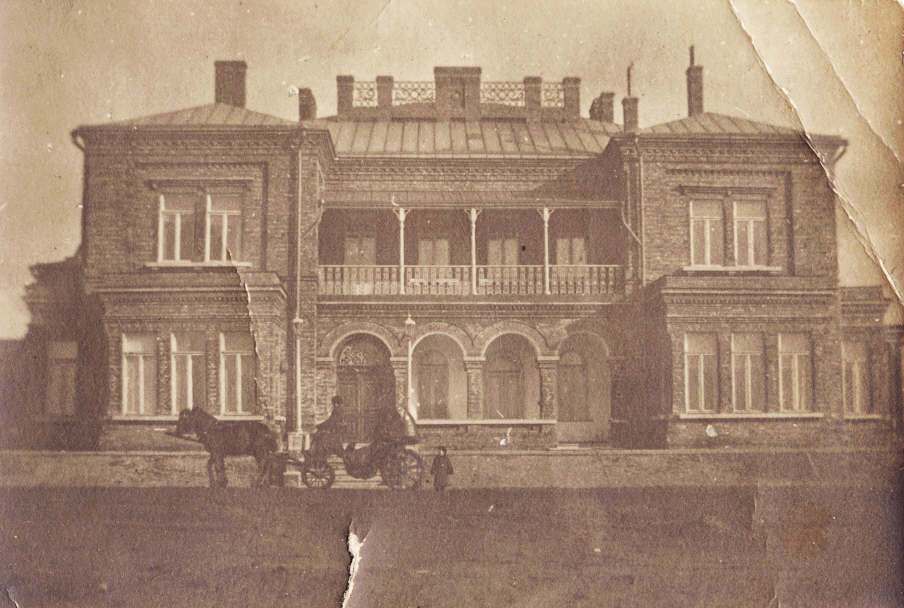
Фотографія будинку Юзів 1900 р.

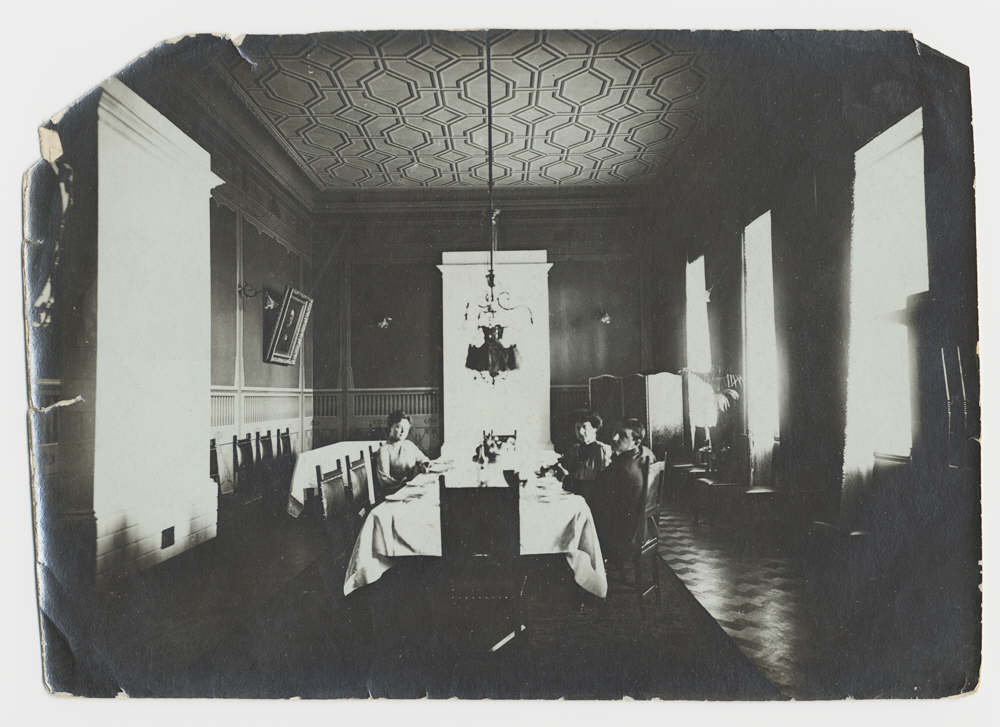
Їдальня в будинку Юзів; фотографія 1900 р.

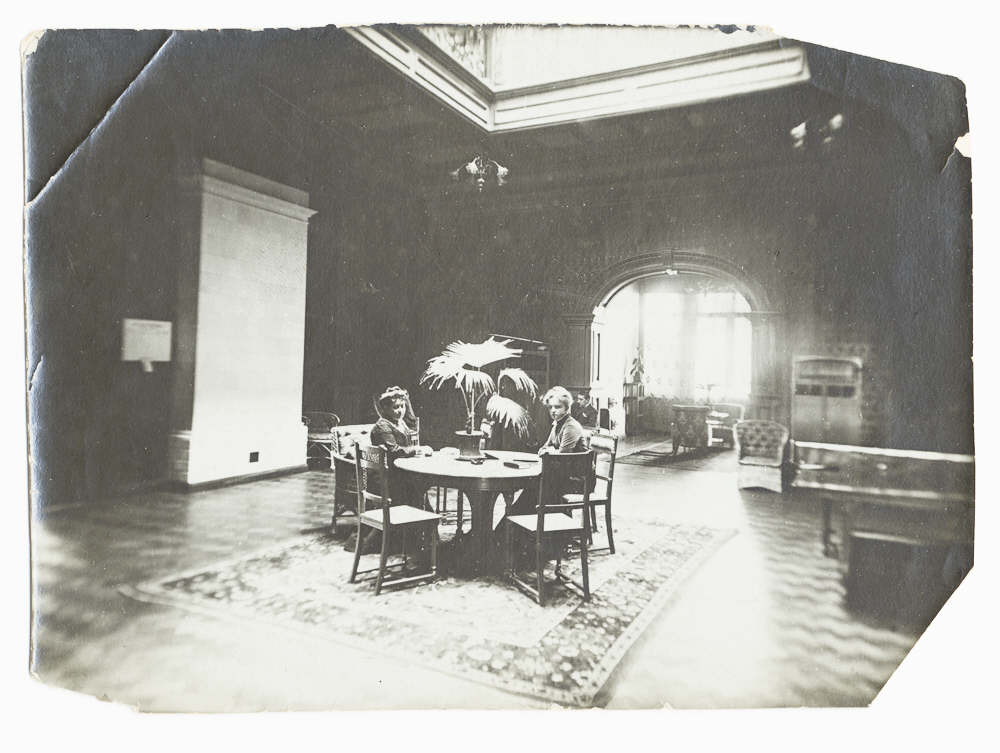
Вітальня в будинку Юзів; фотографія 1900 р.

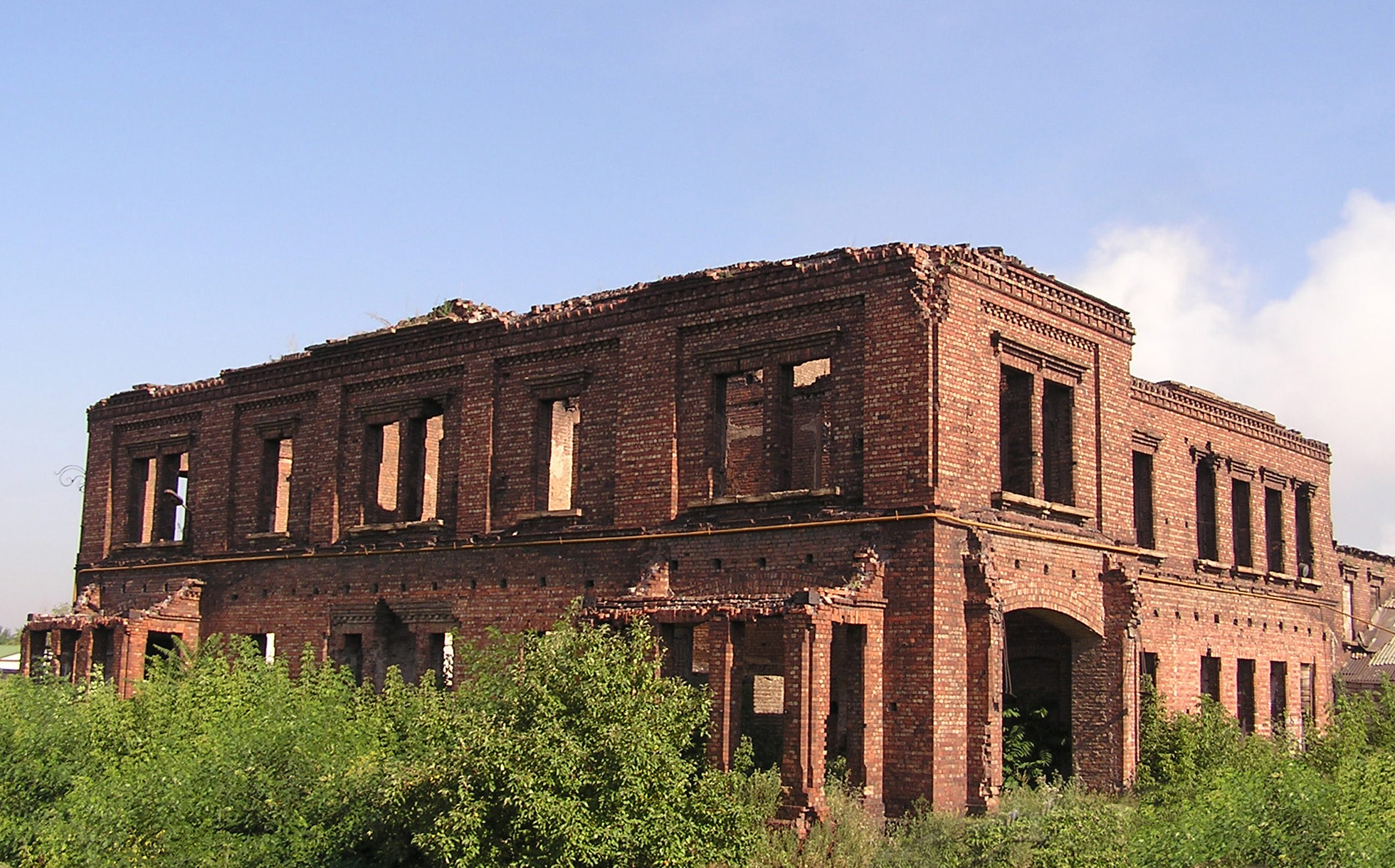
Сучасний вигляд будинку. Фото 2006 року

Будинок Юзів (вул. Клінічна,  поряд з пологовим будинком № 6) — побудований в Юзівці (стара назва Донецька) для родини Джона Юза. Це другий будинок Джона Юза в Юзівці, він був двоповерховим. Тимчасовим житлом, де мешкав Юз, була мазана хата, крита соломою, у маєтку поміщиці Смолянинової.
Перший, одноповерховий будинок для себе і синів Джон Юз почав будувати недалеко від свого виробництва. Зараз це місце перебуває на території Донецького металургійного заводу (ДМЗ), біля адміністративної будівлі електросталеплавильного та обжимного цехів, поруч з пам'ятником "На честь виплавки 100-мільйонної тонни сталі 24 грудня 1967 року". 
Фундамент будинку був закладений восени 1873 року. Влітку 1874 року було побудовано одноповерховий будинок на 8 кімнат за 1,5 км на північний захід від Юзівського металургійного заводу. Фасад зроблений з червоної цегли. Дах був вкритий бляхою. За будинком були побудовані господарські будівлі: кухня, флігель для прислуги, льох, сарай для вугілля і дров, стайня, псарня. Також за будинком був закладений великий сад. Садиба Юзів була огороджена парканом з дикого пісковику. У паркані були дерев'яні ворота, які були обрамлені прямокутною аркою з цегли. Перед фасадом будинку були розбиті клумби з квітами і прокладені доріжки з каменю. Від металургійного заводу в будинок були проведені водопровід та електрика.
Спочатку Юз мешкав у будинку зі старшими синами, потім з Англії в Юзівку приїхали його дружина, дочка і молодший син. Дружині і доньці одноповерховий будинок не сподобався. Джон Юз став шукати архітектора, який би спроєктував двоповерховий особняк. Проєкти російських архітекторів Юза не влаштували і він найняв архітектора з Англії. Робота над проєктом була перервана у 1880 році спочатку через смерть молодшого сина, а потім дружини Юза і була відновлена у 1883 році. Приїхавши у Юзівку, архітектор запропонував проект прибудови до фасаду одноповерхової будівлі, яка на той час вже була збудована, двоповерхового особняка з урахуванням збереження зелених насаджень садиби. Зведення будинку розпочалося у 1887 році. Смерть Джона Юза в 1889 році перервала будівництво, але потім воно відновилося старшими синами Юза. Одночасно з будівництвом велася реконструкція внутрішніх приміщень в одноповерховій споруді. Влітку 1891 року всі роботи з будівництва будинку були завершені. Восени цього ж року брати Юзи починають жити в нових апартаментах разом зі своїми сім'ями.
Особняк був побудований з цегли місцевого виробництва і виконаний у формах стилю ренесанс. Цегла була рожево-червоного кольору. На першому поверсі була тераса з ренесансної аркадою. На другому поверсі був балкон, огороджений фігурними ґратами. На балконі також були круглі колони. Вікна були великі, прямокутні. Верхні склепіння вікон були прикрашені прямокутними вузькими виступами. Залізний дах був пофарбована в зелений колір. Верхня частина даху була увінчана чавунною решіткою з візерунками. Від парадного входу у двір вела пологі сходи невеликої висоти і ширини. Двір був замощений бруківкою. У дворі розташовувалися квіткові клумби, фонтан та альтанки. Альтанки були повиті плющем і диким виноградом. Будинок був побудований на височині і гармонував з садибою. З балкону другого поверху було видно все селище Юзівка і металургійний завод.
Юзи жили в будинку до 1903 року, потім виїхали з Юзівки назавжди. Після їх від'їзду до 1907 року в будинку мешкав керівник заводу Андерсон, але після травми, отриманої на заводі, він виїхав до Англії. Новий керівник Адам Олександрович Свіцин прожив в будинку до 1918 року, поки завод не був націоналізований більшовиками. Тривалий час будинок був відомий як «Будинок Свіцина». Під час Громадянської війни будинок Юзів частково був розграбований. У 1920—1930-ті роки в будинку мешкали директори металургійного заводу. Під час німецько-радянської війни поруч з одноповерховою спорудою розірвалася авіабомба, яка знесла дах та західну стіну цієї споруди. Ця ж бомба пошкодила дах двоповерхового особняка. У повоєнний час дах і стіну одноповерхового особняка відремонтували, а двоповерховий будинок тривалий час не відновлювали. Свого часу будинок розпродавали на цеглу. На початку 1980-х років частково відремонтували його дах.
Після війни в будинку розташовувалися пологовий будинок, артіль по виробництву безалкогольних напоїв, артіль товариства глухонімих. З кінця 1990-х років будівлю було орендовано підприємством закритого типу. Нові власники побудували навколо будинку гаражі і обнесли парканом. На територію прилеглу до будинку не пускають сторонніх, в тому числі журналістів і співробітників донецького обласного краєзнавчого музею.